# Ceruloplasmina
Ceruloplasmina es una enzima de tipo ferroxidasa. Es la principal proteína transportadora de cobre en la sangre, participa en el metabolismo del hierro, es de color azul y presenta una gran semejanza a la hemocupreina de Mann y Keilin. Fue descrita por primera vez en 1948 por Holmberg y Laurell.

## Función
Es una cuproproteína con actividad enzimática sintetizada en el hígado pero también se ha reportado su expresión extrahepática en el cerebro, pulmones, bazo y testículos, contiene 6 átomos de cobre en su estructura. La ceruloplasmina transporta más del 95% del cobre en nuestro plasma; el porcentaje restante lo lleva la albúmina, la cual puede ser confundida en cuanto a su importancia en el transporte de cobre, ya que une el cobre de manera más débil que la ceruloplasmina. La ceruloplasmina muestra una actividad oxidasa dependiente de cobre, la cual es asociada con la posible oxidación de Fe+2(ferroso) a Fe+3(férrico), por lo que ayuda a su transporte en el plasma estando asociada a la transferrina, la cual solo puede llevar el hierro en su estado férrico. También presenta funciones como la oxidación de serotonina, epinefrina y norepinefrina. Ninguna de estas funciones es mutuamente excluyente y no se sabe si los sitios para las diferentes funciones se encuentran localizadas por separado a lo largo de la cadena polipeptídica o no. El peso molecular de la ceruloplasmina humana ha sido estimado en 132 kDa y un contenido de carbohidratos de entre 7-8%.

### Reacción
La reacción catalizada por la ceruloplasmina es la siguiente:
```
3 e- + Fe
2+
 + 4 H
+
 + O
2
 ⇔ Fe
3+
 + 2 H
2
O
```

La oxidación del hierro sucede de manera conjunta con la reducción de cuatro electrones del oxígeno diatómico.

## Estructura
Los primeros cristales de ceruloplasmina fueron sintetizados en 1960. En 1996 se obtuvo por primera vez la estructura tridimensional de la molécula con una resolución de 3.1 Å por difracción de rayos X. La ceruloplasmina es un pseudohexámero conformado por seis dominios relacionados por un eje triple no-cristalográfico. La organización estructural de cada dominio es típica de las cupredoxinas. Los dominios contienen un barril β con un largo lazo entre las primeras y las últimas hojas β que cubren la parte superior del barril. La presencia de estos lazos largos y flexibles que no forman enlaces fuertes con el centro compacto en la superficie molecular, aparentemente son responsables de la alta sensibilidad de la ceruloplasmina a la degradación proteolítica. La ceruloplasmina contiene tres sitios mononucleares tipo T1 de enlace-cobre localizados en los dominios par 2, 4, 6. Los sitios en los dominios 4 y 6 son los típicos sitios de cobre azul con dos histidinas y un ligante cisteína y una metionina. La ceruloplasmina es única entre las otras oxidasas con múltiples centros de cobre debido a esto y donde el único sitio T1 de cobre en el dominio 6 es absolutamente necesario para que la ceruloplasmina realice su acción catalítica. Las distancias entre los iones de cobre en los dominios pares es aproximadamente 18 Å, caen dentro del rango para un transporte electrónico efectivo. Se ha propuesto que los dominios 2 y 4 pueden proveer una transferencia electrónica más lenta permitiendo la oxidación de más de una molécula de substrato al mismo tiempo. De esta forma se puede realizar una transferencia más eficiente de cuatro electrones a la molécula de oxígeno diatómico. El centro de cobre trinuclear compuesto de dos cationes de cobre tipo 3 y uno tipo 2 contienen una mezcla de estados pero la especie dominante es la que posee una especia diatómica enlazada al centro trinuclear.

## Relevancia clínica
Al igual que cualquier otra proteína en plasma, los niveles bajan en un paciente con problemas hepáticos debido a que se reduce su capacidad para sintetizarlas. También puede ser por consumo insuficiente de cobre (el cual es relativamente bajo) o reducción de la expresión genética, o problemas en el transporte de cobre para terminar la síntesis de la enzima, ya que este, en su forma de apoenzima es muy inestable sin el cobre, por lo que la apoceruloplasmina (la enzima sin su cofactor) es degradada a nivel intracelular en los hepatocitos y lo poco que se libera al torrente circulatorio tiene una duración de solo 5 horas, en comparación a lo normal que es de 5.5 días en su estado completo: holoceruloplasmina.

### Deficiencia
Cuando se encuentran niveles por debajo de lo normal de ceruloplasmina en sangre se pueden presentar varias patologías como la Enfermedad de Wilson, enfermedad hereditaria que consiste en la acumulación de cobre en los tejidos provocada cuando la ceruloplasmina no es capaz de combinarse con el cobre del plasma. Otro padecimiento característico es la Enfermedad de Menkes o Síndrome del cabello acerado también hereditaria que consiste en la acumulación excesiva en el hígado y se caracteriza por piel arrugada en el cuello y cabello escaso y descolorido. Las mutaciones genéticas de la enzima producen una enfermedad rara en los seres humanos, la aceruloplasminemia, que provoca hiperferritinemia, caracterizada por la sobrecarga de hierro en el cerebro, resultando en problemas neurológicos, en el páncreas y retina causando cirrosis y perdida de visión respectivamente. Los descubrimientos clínicos en diabetes, degeneración retinal y neurodegeneración asociados con la acumulación de hierro en los tejidos de los pacientes con Aceruloplasminemia indican una clara relación de la ceruloplasmina con el metabolismo del hierro.

### Exceso
Cuando se presentan niveles por arriba de lo normal estos pueden indicar u observarse durante el embarazo, el uso de píldora anticonceptiva, artritis reumatoide, angina, Enfermedad de Alzheimer, etc. En estudios recientes se encontró que los pacientes con esquizofrenia presentan niveles de ceruloplasmina por arriba de los controles saludables. También una valoración de las concentraciones de ceruloplasmina es utíl como indicador para estimar el riesgo cardiovascular.